# Gudsforladt (film)
Gudsforladt er en dansk film fra 2014, filmen er instrueret af Kasper Juhl.

## Medvirkende
- Johannes Nymark som Anders
- Sonny Lindberg som Simon
- Paw Terndrup som Aske
- Joachim Knop som Boris
- Anne Sofie Adelsparre som Mia
- Marie-Louise Damgaard som Camilla
- Mads Knarreborg som Doktor
- Ann Hjort som Mor
- Peter Aude som Far
- Siff Andersson som Maria
- Anna Emilie Langsted som Lulu
- Tommas Jun Kahikilani som David

## Eksterne Henvisninger
- Gudsforladt på Internet Movie Database (engelsk)
- Gudsforladt på Filmdatabasen
- Gudsforladt på danskfilmogtv.dk
- Gudsforladt på The Movie Database (engelsk)